# Diego Loscri
Diego Adrián Loscri es un exfutbolista argentino que jugaba de enganche. Su primer club fue el Racing Club de Avellaneda y se retiró en UAI Urquiza en julio de 2015.

## Biografía
Nació en Barracas el 22 de abril de 1977 y llegó al baby fútbol de La Academia. Allí se formó y se consolidó como un enganche. Su debut en Primera División se produjo en 1999, con casi 22 años.
Tuvo en contra dos lesiones que lo postergaron: una fractura en el peroné de su pierna derecha y la rotura de los ligamentos de un tobillo. Se las arregló como pudo y con la confianza del "Pampa" Jorge logró sumar varios partidos (en su puesto tuvo a otros por delante, como Sixto Peralta, Vicente Principiano y Maxi Zanello). Se dio un gusto por partida doble cuando integró el plantel campeón del Apertura 2001. Con pocas chances de ser titular, permaneció en el club 51 partidos (1 gol) hasta marzo de 2003, cuando fue cedido al The Strongest de Bolivia.
En The Strongest se fue con la mínima esperanza de que allí pudiera jugar la Copa Libertadores. No se dio esa oportunidad y tuvo que conformarse con disputar la liga local. 
Quedó un año sin jugar porque Racing pedía 200 mil dólares y el bueno de Cebolla quedó varado hasta diciembre de 2003.
Luego de este inconveniente firmó para Guaraní de Brasil. Aunque no le fue para nada bien, medio año en el fútbol brasileño le dio el handicap suficiente para saltar a Europa. Así que no tuvo problemas para firmar con el Club Deportivo Castellón, de la Segunda División B de España (2004/05).
Con Castellón ilusionó a sus hinchas a su llegada porque desde los medios se había dicho que era un jugador de notable calidad. Sin embargo, su hábitat fue el banco de suplentes hasta que, casi a final de temporada, llegó un nuevo entrenador y le dio más protagonismo.
Le devolvió la gentileza marcando un gol que clasificó al equipo a los play-off de la competición. Todo cerró de la mejor manera cuando el equipo albinegro ascendió a la Segunda División.
Volvió a Argentina para jugar en UAI Urquiza en 2009. Allí logró destacarse por sus asistencias y gran visión de juego sin embargo no logró ningún título con el equipo aunque se quedó a las puertas del ascenso en 2011. En julio de 2015 decide poner fin a su carrera, jugó 47 partidos marcando 16 goles y asistió 29 veces siendo nombrado máximo asistidor del campeonato en 2012 con 8 asistencias realizadas.
Volvió a aparecer en el estadio El Cilindro de Avellaneda en un amistoso realizado en agosto donde jugó 17 minutos siendo aplaudido por la gente ya que formó parte del título del 2001.
Actualmente se desempeña como jugador de fútbol sala en UAI Urquiza y compite en el Campeonato de Futsal de AFA.
Volvió por segunda vez al Cilindro de Avellaneda el 11 de noviembre de 2016 pero para participar de la despedida de su amigo y excompañero de Racing Club, Diego Milito y en donde fue reconocido como siempre por la hinchada.

## Actualidad
Hoy juega en la UAI Urquiza Futsal, después de haberse retirado del primer equipo en julio de 2015.

## Detalles futbolísticos
A pesar de no haber trascendido mucho, Cebolla Loscri logró macar por lo menos un gol por equipo (exceptuando su paso por Racing en 2003) hizo 1 en Racing, 1 en The Stronget, 1 en Guaraní y 1 en CD Castillon, solo convirtió más de 1 gol en el equipo amateur UAI Urquiza. También se destacó por la asistencias que tuvo (por lo menos marco 1 asistencia por equipo) tuvo su premio en Racing en el 2002 cuando se convirtió en el máximo asistidor de su equipo (4 asistencias).
Su máximo logro personal lo consiguió con UAI Urquiza donde obtuvo el premio Máximo Asistidor del campeonato y mejor jugador del equipo en 2012.

## Clubes y estadísticas
| Club           | País           | Año            | PJ  | Goles | Asist. |
| -------------- | -------------- | -------------- | --- | ----- | ------ |
| Racing Club    | Argentina      | 1998 - 2002    | 51  | 1     | 6      |
| The Strongest  | Bolivia        | 2003           | 5   | 1     | 1      |
| Racing Club    | Argentina      | 2003           | 7   | 0     | 4      |
| Guaraní        | Brasil         | 2004           | 6   | 1     | 2      |
| CD Castellón   | España         | 2004 - 2005    | 9   | 1     | 3      |
| UAI Urquiza    | Argentina      | 2009 - 2015    | 47  | 16    | 29     |
| Marcador Total | Marcador Total | Marcador Total | 125 | 20    | 45     |

## Títulos obtenidos (1)
| Título           | Equipo | País      | Año    |
| ---------------- | ------ | --------- | ------ |
| Primera División | Racing | Argentina | A-2001 |

## Títulos individuales (3)
| Título                                         | Equipo      | Año  |
| ---------------------------------------------- | ----------- | ---- |
| Maximo Asistidor                               | Racing      | 2002 |
| Maximo Asistidor de la Primera B Metropolitana | UAI Urquiza | 2012 |
| Mejor jugador del año en el club               | UAI Urquiza | 2012 |